# Arlete Montenegro
Arlete Montenegro, nome artístico de Arlete Branco (São Paulo, 15 de outubro de 1938), é uma atriz e dubladora brasileira.

## Carreira
Iniciou sua carreira em 1954, na Rádio São Paulo, após vencer o concurso "Procura-se uma estrela". Após vencer o concurso integrara o elenco da radionovela Silêncio, de Waldyr de Oliveira. 
Após já consagrada na rádio, mesmo muito jovem, fora levada por Sylas Roberg à TV Record, onde estreara em 1955 interpretando Esmeralda no teleteatro O Corcunda de Notre Dame, ao lado de Dante Rui. 
Durante sua carreira trabalhara nas principais emissoras nacionais, como TV Record, TV Excelsior, SBT, Band, TV Globo e TV Tupi. 
Em cinema estreara em 1976, ao participar do filme O Conto do Vigário de Kleber Afonso. Posteriormente trabalharia com diretores como Ody Fraga, John Herbert e Geraldo Vietri.
Já em teatro estrearia em 1969, após mais de uma década de consagração na televisão, com a peça Noites Brancas, adaptada a partir da obra de Fiodor Dostoievski.

## Filmografia

### Televisão
| Ano    | Título                         | Personagem                           | Emissora   |
| ------ | ------------------------------ | ------------------------------------ | ---------- |
| 1955   | O Corcunda de Notre Dame       | Esmeralda                            | Record     |
| 1956   | Alguém Fechou os Olhos de Lucy | Lucy                                 | Record     |
| 1956   | Noites Brancas                 | Nastenka                             | Record     |
| 1956   | Vôo 59                         | —                                    | Record     |
| 1957   | Desce o Pano                   | —                                    | Record     |
| 1957   | Em Cada Coração um Pecado      | Cassandra                            | Record     |
| 1957   | O Guarani                      | Ceci                                 | Record     |
| 1957   | My Darling                     | Dina                                 | Record     |
| 1958   | Éramos Seis                    | Isabel                               | Record     |
| 1958   | Anos de Ternura                | —                                    | Record     |
| 1958   | A Cidadela                     | —                                    | Record     |
| 1958   | Cela da Morte                  | Judy                                 | Record     |
| 1958   | O Idiota                       | Nastásia Filipovna                   | Record     |
| 1958   | Bom Dia, Tristeza              | Cecília                              | Record     |
| 1958   | Aqueles Olhos                  | —                                    | Record     |
| 1959   | Ligações Perigosas             | —                                    | Record     |
| 1959   | O Anjo de Pedra                | Alma                                 | Record     |
| 1960   | Folhas ao Vento                | —                                    | Record     |
| 1961   | Otelo                          | Desdemona                            | Record     |
| 1963   | A Noite Tudo Encobre (remake)  | —                                    | Excelsior  |
| 1964   | As Solteiras                   | Dora                                 | Excelsior  |
| 1964   | Folhas ao Vento (remake)       | Esposa                               | Excelsior  |
| 1964   | Ambição                        | Belinha                              | Excelsior  |
| 1965   | O Caminho das Estrelas         | Sílvia                               | Excelsior  |
| 1966   | As Minas de Prata              | Elvira                               | Excelsior  |
| 1967   | Sublime Amor                   | —                                    | Excelsior  |
| 1968   | A Muralha                      | Cristina de Godói                    | Excelsior  |
| 1968   | Legião dos Esquecidos          | —                                    | Excelsior  |
| 1969   | A Menina do Veleiro Azul       | Sofia                                | Excelsior  |
| 1969   | Dez Vidas                      | Carlota                              | Excelsior  |
| 1970   | Mais Forte que o Ódio          | Roberta                              | Excelsior  |
| 1971   | O Preço de um Homem            | Rosa                                 | Tupi       |
| 1973   | Rosa dos Ventos                | Norma                                | Tupi       |
| 1974   | Divinas & Maravilhosas         | Márcia                               | Tupi       |
| 1975   | Meu Rico Português             | Dora                                 | Tupi       |
| 1975   | A Viagem                       | Mariana                              | Tupi       |
| 1976   | Papai Coração                  | Laura                                | Tupi       |
| 1978   | João Brasileiro, o Bom Baiano  | Ivone                                | Tupi       |
| 1978   | Aritana                        | Violeta                              | Tupi       |
| 1980   | Um Homem Muito Especial        | Beatriz                              | Band       |
| 1981   | Os Adolescentes                | Clotilde Silva                       | Band       |
| 1981   | Partidas Dobradas              | Arlete                               | TV Cultura |
| 1982   | Casa de Pensão                 | —                                    | TV Cultura |
| 1982   | Iaiá Garcia                    | Valéria                              | TV Cultura |
| 1982   | Conflito                       | Carmem Assunção                      | SBT        |
| 1983   | A Ponte do Amor                | Lúcia Avelar                         | SBT        |
| 1983   | O Anjo Maldito                 | Rita Amarante                        | SBT        |
| 1984   | Meus Filhos, Minha Vida        | Yara Montenegro                      | SBT        |
| 1990   | Brasileiras e Brasileiros      | Suzana                               | SBT        |
| 1993   | Retrato de Mulher (série)      | Dona Lali                            | Rede Globo |
| 1995   | Cara e Coroa                   | Leda                                 | Rede Globo |
| 1996   | Irmã Catarina                  | Dalva                                | CNT Gazeta |
| 1997   | O Olho da Terra                | Sara                                 | Record     |
| 1997   | Você Decide                    | —                                    | Rede Globo |
| 2002   | Marisol                        | Débora Valverde                      | SBT        |
| 2005   | Senta Que Lá Vem Comédia       | Gertrudes                            | TV Cultura |
| 2005   | Senta Que Lá Vem Comédia       | Orquídea                             | TV Cultura |
| 2006   | Páginas da Vida                | Yolanda Duarte                       | Rede Globo |
| 2006   | O Profeta                      | Tia Filomena Moura                   | Rede Globo |
| 2024   | A Infância de Romeu e Julieta  | Aparecida R. Gomes (senhora perdida) | SBT        |
| Fonte: |                                |                                      |            |

### Cinema
| Ano    | Título                   | Personagem                 |
| ------ | ------------------------ | -------------------------- |
| 1977   | O Conto do Vigário       | —                          |
| 1978   | Meus Homens, Meus Amores | Marta                      |
| 1980   | Palácio de Vênus         | Dolores, mãe de Encarnação |
| 1981   | O Sexo Nosso de Cada Dia | Lourdes                    |
| 1981   | Sexo, Sua Única Arma     | Anita                      |
| 1982   | Tessa, a Gata            | Sonia                      |
| 1982   | As Safadas               | Dona Mariana               |
| 1983   | Tudo na Cama             | Mãe                        |
| 1987   | Júlia e os Pôneis        | —                          |
| 2010   | A Guerra dos Vizinhos    | Advogada                   |
| 2012   | E a Vida Continua...     | Srª. Tamburini             |
| Fonte: |                          |                            |

### Teatro
| Ano    | Título                                     | Personagem          |
| ------ | ------------------------------------------ | ------------------- |
| 1969   | Noites Brancas                             | Nastenka            |
| 1970   | A Falecida Senhora Sua Mãe                 |                     |
| 1970   | Senhora                                    | Aurélia             |
| 1972   | A Ilha das Cabras                          | Sílvia              |
| 1974   | Médico à Força                             |                     |
| 1975   | Em Moeda Corrente do País                  | Dalva               |
| 1976   | Dois na Gangorra                           | Gittel              |
| 1978   | Um Chinelo na Cama                         |                     |
| 1979   | Aluga-se uma Barriga                       | Cesarina            |
| 1980   | Essa Gente Incrível                        | Toby                |
| 1982   | Toalhas Quentes                            |                     |
| 1987   | Velório à Brasileira                       | Biga                |
| 1992   | Ações Ordinárias                           | Bea Sullivan        |
| 1993   | As Bruxas                                  | Amélia              |
| 1994   | Descalços no Parque                        | Ethel Banks         |
| 1996   | As Moças do Segundo Andar                  | Margot              |
| 1997   | El Dia que Me Quieras                      | Elvira Ancízar      |
| 1998   | Allan Kardec - Um Olhar Para a Eternidade  | Vários personagens  |
| 2000   | Pérola                                     | Tia Norma           |
| 2000   | O Auto da Paixão de Cristo                 | Maria, Mãe de Jesus |
| 2002   | À Margem da Vida                           | Amanda              |
| 2004   | Quebrando Códigos                          | Sarah               |
| 2005   | A Estranha                                 | Veridiana           |
| 2007   | A Última Carta                             |                     |
| 2007   | Retrato Emoldurado                         |                     |
| 2015   | De Artista e Louco Todo Mundo Tem um Pouco | Mãe                 |
| 2016   | O Brasil de Cuecas                         |                     |
| Fonte: |                                            |                     |

## Prêmios e indicações
| Ano  | Associações           | Categoria         | Nomeações           | Resultado | Ref.  |
| ---- | --------------------- | ----------------- | ------------------- | --------- | ----- |
| 1957 | Prêmio Tupiniquim     | Melhor Radioatriz | Conjunto da Obra    | Venceu    | [ 6 ] |
| 1959 | Troféu Roquette Pinto | Melhor Radioatriz | Conjunto da Obra    | Venceu    | [ 6 ] |
| 1962 | Troféu Roquette Pinto | Melhor Radioatriz | Conjunto da Obra    | Venceu    | [ 6 ] |
| 1995 | Prêmio APETESP        | Melhor Atriz      | Descalços no Parque | Venceu    | [ 6 ] |